# Піскун Ярослав Валерійович
Ярослав Валерійович Піскун (нар. 7 лютого 1996) — український футболіст, захисник.

## Життєпис
Ярослав Піскун народився 7 лютого 1996 року. У ДЮФЛУ з 2009 по 2013 роки захищав кольори київського «Арсенала».
У 2013 році підписав перший професіональний контракт, з «Арсеналом». Проте в сезоні 2013/14 років за головну команду київськи гармашів не зіграв жодного поєдинку, натомість у молодіжній першості зіграв 11 матчів та відзначився 1 голом. Наступний сезон провів у сімферопольській «Таврії», в складі якої також виступав за молодіжні команди, в яких зіграв 5 матчів та відзначився 1 голом.
У 2016 році повернувся до київського «Арсенала», в складі якого й дебютував на професіональному рівні. Сталося це 26 березня 2016 року у переможному (2:1) домашньому матчі 16-го туру другої ліги чемпіонату України проти ковалівського «Колоса». Ярослав вийшов на поле на 75-ій хвилині, замінивши В'ячеслава Турчанова. Наразі у футболці «Арсенала» у чемпіонатах України зіграв 5 матчів.